# Lista de episódios de Kdabra
Segue, abaixo, uma lista de episódios da série Kdabra.
| Temporada | Temporada | Nº de Episódios | Exibição original | Estreia da temporada   | Final da temporada      |
| --------- | --------- | --------------- | ----------------- | ---------------------- | ----------------------- |
|           | 1         | 13              | 2009–2010         | 12 de Novembro de 2009 | 25 de Fevereiro de 2010 |
|           | 2         | 10              | 2011              | 3 de Julho de 2011     | 4 de Setembro de 2011   |
|           | 3         | 10              | 2012              | 6 de Setembro de 2012  | 8 de Novembro de 2012   |

## 1ª Temporada: 2009–2010
| # | Título                                       | Estreia Colômbia      | Estreia Brasil    |
| --- | -------------------------------------------- | --------------------- | ----------------- |
| 1 | "Conheça Lucas" "Conoce a Lucas"             | 12 de Novembro, 2009  | 14 de Abril, 2010 |
| Em uma obscura comunidade religiosa, um jovem de 17 anos realiza truques de magia que parecem não ter explicação. Quem é Lucas realmente?                                                                             |                                              |                       |                   |
| 2 | "Lucas, o Mágico" "Lucas, el Mago"           | 19 de Novembro, 2009  | 14 de Abril, 2010 |
| O grande mágico René, responsável pelo próximo evento mundial de magia, fica deslumbrado com as habilidades de Luca, que tem de enfrentar um segredo obscuro que coloca em dúvida a verdadeira identidade de seu pai. |                                              |                       |                   |
| 3 | "Asfixiação" "Asfixia"                       | 26 de Novembro, 2009  | 21 de Abril, 2010 |
| Luca precisa fugir de seu pai e do mundo da Ordem que o asfixia, mas Ignacio é capaz do inimaginável para mantê-lo ao seu lado.                                                                                       |                                              |                       |                   |
| 4 | "Viver ou Morrer?" "Vivir o Morir?"          | 3 de Dezembro, 2009   | 28 de Abril, 2010 |
| Quando sua namorada Karina aparece morta, Luca percebe que fugir da Ordem é a única chance que ele tem de continuar vivo.                                                                                             |                                              |                       |                   |
| 5 | "Queimando o Passado" "Quemando el Pasado"   | 10 de Dezembro, 2009  | 5 de Maio, 2010   |
| Ao descobrir o motivo de não poder fugir de seu pai, Luca não hesita em incendiar a Ordem com o objetivo de deixar seu passado para trás e para sempre.                                                               |                                              |                       |                   |
| 6 | "Serial Killer" "Serial Killer"              | 17 de Dezembro, 2009  | 12 de Maio, 2010  |
| Luca, finalmente, fica livre, mas não sabe que um assassino serial implacável já entrou em ação e não descansará até encontrá-lo.                                                                                     |                                              |                       |                   |
| 7 | "Luca Tem Que Volta" "Luca Tiene Que Volver" | 7 de Janeiro, 2010    | 19 de Maio, 2010  |
| Luca finalmente conhece o amor nos braços de Jazmín, mas seu pai e altos membros de sua comunidade religiosa têm um plano perverso para fazê-lo voltar para a Ordem.                                                  |                                              |                       |                   |
| 8 | "TBA" "TBA"                                  | 14 de Janeiro, 2010   | TBA               |
| 9 | "TBA" "TBA"                                  | 21 de Janeiro, 2010   | TBA               |
| 10 | "TBA" "TBA"                                  | 28 de Janeiro, 2010   | TBA               |
| 11 | "TBA" "TBA"                                  | 11 de Fevereiro, 2010 | TBA               |
| 12 | "TBA" "TBA"                                  | 18 de Fevereiro, 2010 | TBA               |
| 13 | "TBA" "TBA"                                  | 25 de Fevereiro, 2010 | TBA               |